# Steffen Borsch
Steffen Borsch (* 16. Februar 1973 in Wolmirstedt) ist ein deutscher Leichtathlet, der sich auf das Gehen spezialisiert hat.

## Karriere
Borsch begann bei Kali Wolmirstedt. In der Mannschaftswertung über 20 Kilometer gewann er den deutschen Meistertitel 1999 und 2000 mit dem LAC Quelle aus Fürth, 2005 mit dem 1. LAC Dessau, 2007 mit dem Freizeitsportverein Köthen, 2008 mit dem ASV 1902 Sangerhausen. Seit 2013 tritt Bosch für den SV Halle an. Seine beste Einzelplatzierung im Freien waren der dritte Platz über 20 Kilometer 2000 und der dritte Platz über 10.000 Meter 2013. In der Halle gewann er den Titel 2015 und wurde 2020 Zweiter.
International nahm Borsch von 1994 bis 1996 an vier Länderkämpfen teil. In späteren Jahren war er international im Masters-Bereich erfolgreich. So wurde er 2015 Europameister in der Altersklasse M40. 2019 gewann er drei Medaillen in der Altersklasse M45 bei der Masters-WM.